# Stephen F. Cohen
Stephen Frand Cohen (* 25. November 1938 in Owensboro, Kentucky; † 18. September 2020 in New York City, New York) war ein US-amerikanischer Russistikgelehrter und Professor an der Princeton University und der New York University. Er befasste sich hauptsächlich mit Russland und der Sowjetunion nach der Oktoberrevolution sowie den Beziehungen der USA zu diesen Staaten.

## Leben
Cohens Großvater war ein jüdischer Einwanderer aus dem damals zum Kaiserreich Russland gehörenden Litauen.
Cohen erlangte den Grad des Bachelor of Science und des M.A. in Russistik an der Indiana University Bloomington. Im Verlauf weiterer Studien in England bereiste er mehrere Wochen lang die Sowjetunion. Cohen promovierte anschließend in Russistik an der Columbia University in der Stadt New York und wurde Professor für Russistik an der Princeton University in New Jersey. Er lehrte in Princeton bis 1998 und danach an der New York University in New York City. Cohen war auch Redakteur bei The Nation.
Cohen war mit Michail Gorbatschow persönlich befreundet und beriet George Bush sr. Er kannte die Tochter Stalins und sorgte Ende der 1980er Jahre für eine Rehabilitierung der Witwe des sowjetischen Politikers Nikolai Bucharin, Anna Larina. Cohen veröffentlichte eine Reihe von Büchern und war Berater der New Yorker Radio- und Fernsehstation CBS News. Er war Mitglied des einflussreichen Council on Foreign Relations in New York.

## Ehe und Familie
Cohen war zweimal verheiratet. Aus seiner ersten Ehe stammten ein Sohn und eine Tochter. In zweiter Ehe war er mit der Chefredakteurin der Zeitschrift The Nation, Katrina vanden Heuvel, verheiratet, mit der er eine gemeinsamen Tochter hatte.

## Politische Positionen
Cohen vertrat die Sichtweise, dass die USA den im Jahre 1991 offiziell für beendet erklärten Kalten Krieg „wieder aufgenommen“ hätten, ohne sich das jedoch selbst einzugestehen. Eine seit Präsident Bill Clinton gängige, verkürzte Deutung von einem „amerikanischen Sieg“ und einer „russischen Niederlage“ habe dazu geführt, dass das post-kommunistische Russland wie eine besiegte Nation behandelt worden sei. Dennoch sei das von der Sowjetunion geerbte militärische Potenzial weiterhin voll erhalten geblieben. Hieraus habe sich die Erwartung entwickelt, dass Russland die in den USA üblichen (politischen) Praktiken kopiere und sich gleichsam der amerikanischen Außenpolitik unterwerfe.
Die öffentlichen Freundschaftsbekundigungen, die zwischen Clinton und Jelzin üblich gewesen seien, seien vor einem solchen Hintergrund wertlos geworden. Dass Clinton, entgegen einem von Cohen behaupteten Versprechen seines Vorgängers Präsident George H. W. Bush, die NATO nach Osten erweiterte und darauf folgend eine Einkreisungspolitik verfolgt habe, habe in Russland zwangsläufig zu Misstrauen führen müssen.
Als weitere Belege für eine von den USA beabsichtigte Isolierung Russlands nannte Cohen u. a. die Kündigung des ABM-Vertrags von 2002 und die Verweigerung des WTO-Beitritts beim G8-Gipfel in Sankt Petersburg 2006. Ein Indiz sah Cohen auch in der „unsinnigen Dämonisierung“ Putins als „Autokraten“. Es sei nach Cohens Auffassung unnatürlich, dass sich in der US-amerikanischen Medienlandschaft kaum noch jemand finde, der den „Zeloten des Kalten Krieges“ substantiell widerspreche. Nach Cohens Meinung sei es notwendig, dass sich die USA eingestehen, dass sie den Kalten Krieg unversehens fortgeführt hätten.

## Veröffentlichungen
- als Herausgeber mit anderen: The Soviet Union since Stalin. Indiana University Press, Bloomington, Indiana, USA 1980, ISBN 0-253-32272-3.
- Bukharin and the Bolshevik Revolution. A Political Biography, 1888-1938. Oxford University Press, 1980, ISBN 0-19-502697-7.
- An End to Silence: Uncensored Opinion in the Soviet Union, from Roy Medevedyev’s Underground Magazine „Political Diary“. W. W. Norton, New York 1982, ISBN 0-393-01491-6.
- Rethinking the Soviet Experience: Politics and History since 1917. Oxford University Press 1985, ISBN 0-19-503468-6.
- Sovieticus: American Perceptions and Soviet Realities. W. W. Norton, New York 1986, ISBN 0-393-30338-1.
- mit Katrina van den Heuvel: Voices of Glasnost: Interviews with Gorbatchev’s Reformers. W. W. Norton, New York 1989, ISBN 0-393-02625-6.
- Failed Crusade: America and the Tragedy of Post-Communist Russia. W.W. Norton, New York 2000, ISBN 0-393-04964-7.
- Soviet Fates and Lost Alternatives: From Stalinism to the new Cold War. Columbia University, New York 2009, ISBN 978-0-231-14896-2.
  - Soviet Fates and Lost Alternatives. From Stalinism to the New Cold War; mit neuem Epilog. Columbia University Press, New York City 2011, ISBN 978-0-231-14897-9.
- The Victims Return: Survivors of the Gulag after Stalin. Publishing Works, New York 2010, ISBN 978-1-933002-40-8.